# 天主教波多韦柳总教区
天主教波多韋柳總教區（拉丁語：Archidioecesis Portus Veteris）是羅馬天主教在巴西的一個教省總教區，下轄三個教區、一個自治監督區。
總教區位於朗多尼亞州西北部，2000年有教友598,000人，佔轄區總人口89.9%。教區下轄廿八個堂區，有廿九名司鐸。現任教區總主教為埃斯梅拉爾多·巴雷托·德法里亞斯。
1925年5月1日設自治監督區，1979年10月16日升為教區。1982年10月4日升為總教區。